# Xylophanes media
Xylophanes media là một loài bướm đêm thuộc họ Sphingidae. Nó được tìm thấy ở Colombia, Peru, Venezuela và Bolivia.

## Hình ảnh
Nó tương tự như Xylophanes ceratomioides.

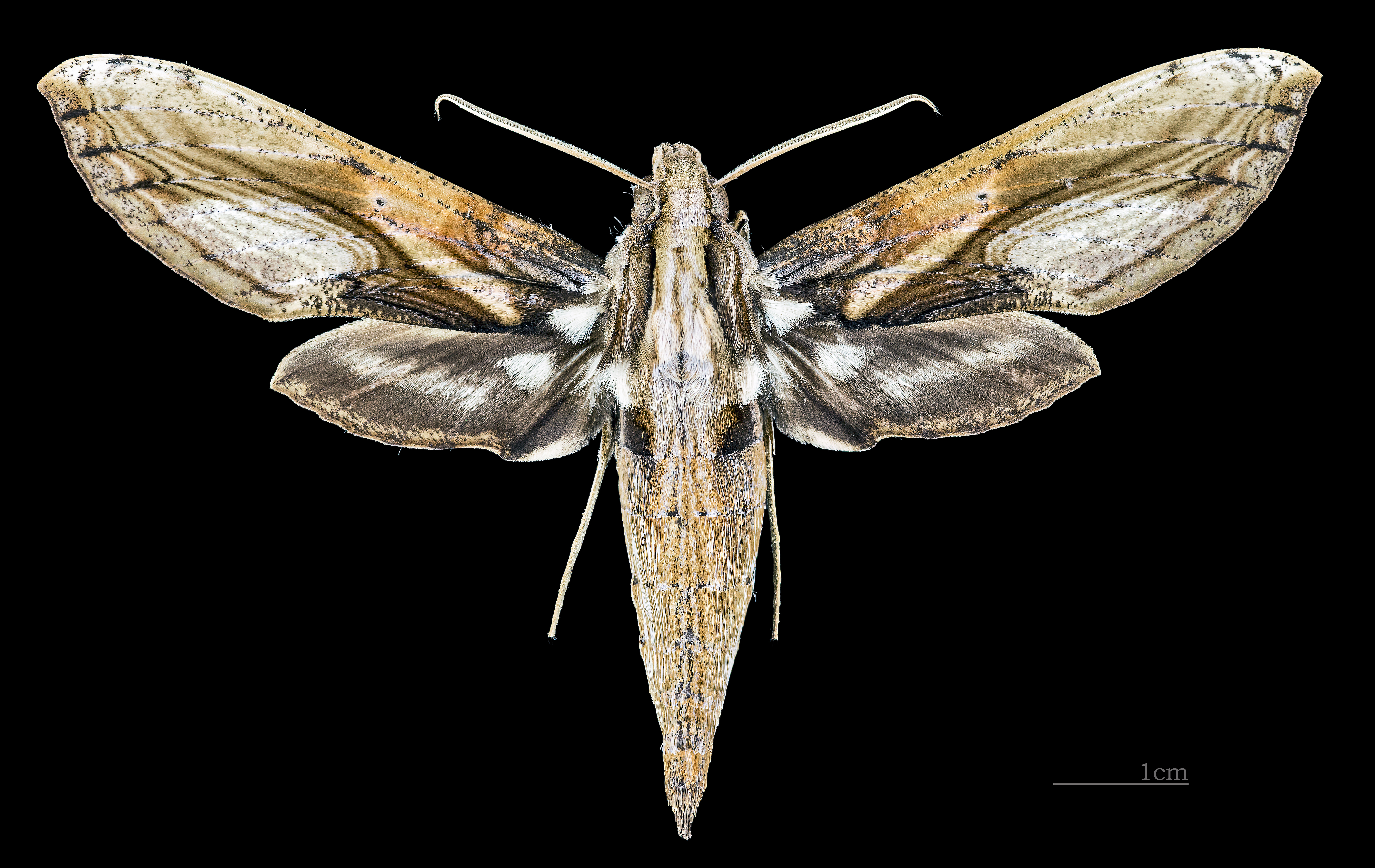
♂
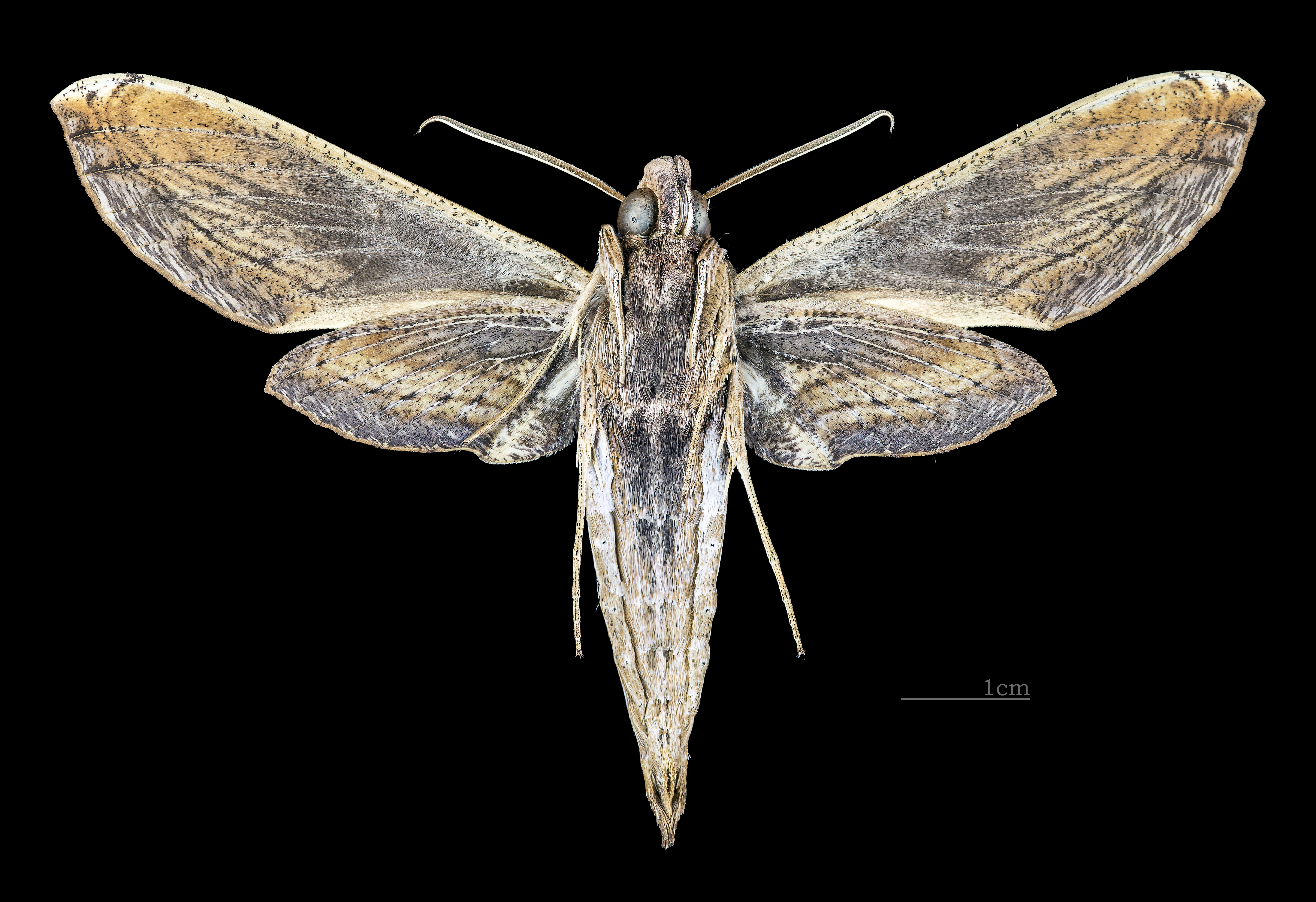
♂ △
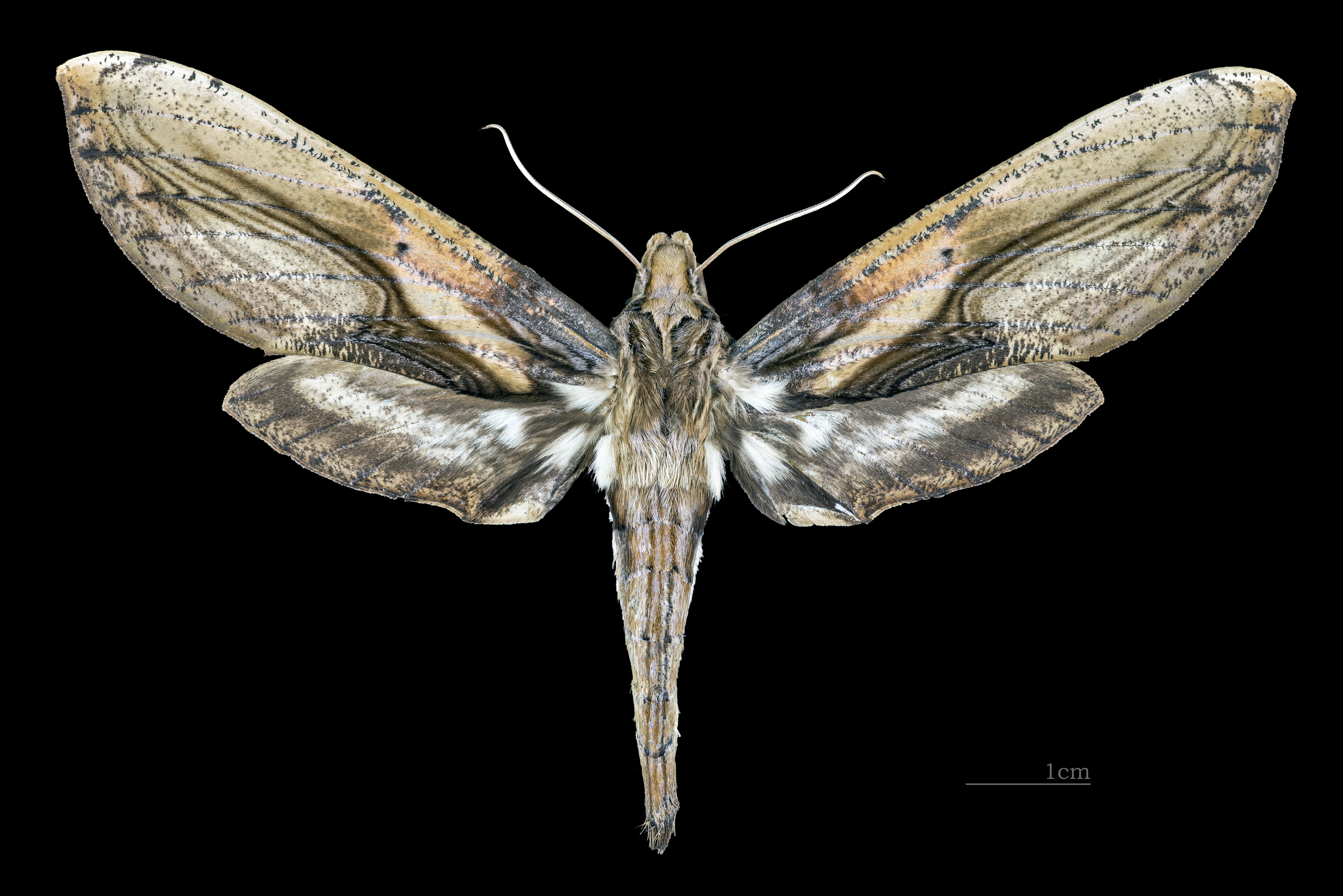
♀
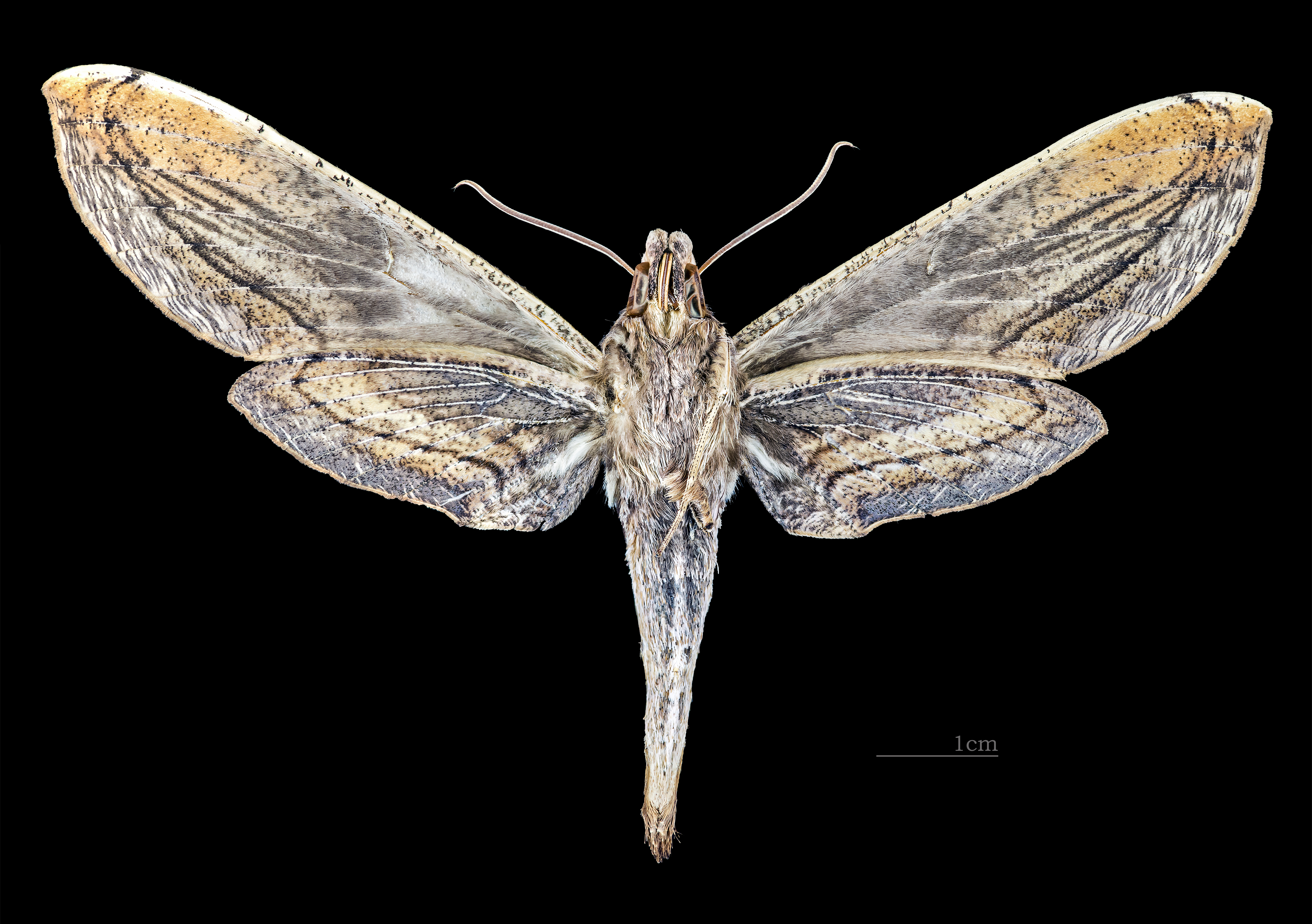
♀ △

## Sinh học
Con trưởng thành có thể bay quanh năm.
Ấu trùng có thể ăn các loài Rubiaceae và Malvaceae.